# (8562) 1995 SK53
A (8562) 1995 SK53 a Naprendszer kisbolygóövében található aszteroida. A Beijing Schmidt CCD Asteroid Program keretében fedezték fel 1995. szeptember 28-án.